# Lenguas de Bangladés
El idioma nacional y el idioma oficial de Bangladés es el  bengalí según el artículo tercero de la Constitución de Bangladés. Con el 98% de los bangladesíes con fluidez en bengalí (incluidos los dialectos) como su primer idioma, Bangladés es el único país monolingüe en el sur de Asia. La ley de implementación del idioma bengalí, 1987, hizo obligatorio el uso del bengalí en todos los asuntos gubernamentales, excepto en los casos de relaciones exteriores. Según un censo de 2011, el bengalí es hablado predominantemente por el 98% de la población del país y también sirve como idioma nacional de la nación. Los pueblos indígenas de Bangladés del norte y sureste de Bangladés hablan una variedad de idiomas nativos.

## Idiomas indo-arios
Las tierras bajas de Bangladés forman la mitad más grande, central y oriental de la  etnolingüística región de Bengala y la lengua bengalí es hablada por la mayoría de los habitantes del país, es decir, el [ [Bengalí]]. También hay algunas  Índico oriental, que se clasifican de diversas formas como dialectos del bengalí o como lenguas separadas pero estrechamente relacionadas. Se puede pensar que forman un dialecto continuo.
- Rama bengalí:
  - Bengalí estándar: se habla en todo el país.
  -  Bangali: Dialecto general del bengalí oriental que se habla (además del bengalí estándar) en la región central (Gran División de Dhaka, es decir, Dhaka, y partes de las divisiones de Mymensingh y Barishal).
  -  Chittagoniano: hablado por los habitantes de Chittagong en los distritos del sureste de  Chittagong,  Cox's Bazar y también en Chittagong Hill Tracts.
  - Dhakaiya Kutti: hablado en Old Dhaka por el Dhakaiyas
  -  Noakhailla: Hablado por los Noakhaillas en los distritos orientales de Noakhali,  Feni y  Lakshmipur, así como algunas áreas en Gran Comilla y  sur de Chittagong
  -  Sylheti: hablado por Sylhetis en la región noreste (Sylhet Division)
  - Varendri: Hablado por la gente de la región occidental (División Rajshahi); parte de los dialectos de Bengala del Norte que también incluye Rangpuri
  -  Rangpuri: Hablado por personas de la región norte (División de Rangpur); estrechamente relacionado con Varendri
- Idiomas no bengalíes:
  -  Chakma: Se habla en la  Región de Chittagong Hill Tract. No relacionado con las lenguas tibeto-birmanas que se encuentran comúnmente en la región. Muy similar a  Chittagonian.
  -  Bishnupriya Manipuri: Un idioma  Indo-Ario del pueblo Bishnupriya Manipuri que vive en Bangladés. Bishnupriya Manipuri es distinto de las lenguas bengalíes y contiene muchas características y elementos de las lenguas  tibeto-birmano.
  -  Hajong: Originalmente un idioma tibeto-birmano que ha cambiado con el tiempo a un idioma índico.
  - Marma: Originado del idioma tibeto-birmano y lengua materna de  Marma étnicos.
  -  Rohingya: hablado en Estado de Arakan, Birmania y por refugiados de esa región, que actualmente viven en la División Chittagong de Bangladés. Los hablantes nativos también lo llaman Arkani.
  -  Tangchangya: Tanchangya es un  Indo-Ario hablado por el Pueblo Tanchangya de Bangladés. Está estrechamente relacionado con el Chakma.
- Sadri: También una lengua importante de  Estado de Jharkhand, India.
- Bihari: Hablado principalmente por los colonos de Bihar State, India.

## Lenguas no indo-arias
Las lenguas indígenas de la región son miembros de las familias Austroasiatic, Dravidian y Tibeto-Burman. La mayoría de estos idiomas se hablan en zonas montañosas.

### Lenguas austroasiáticas
Si bien los idiomas austroasiáticos más hablados y conocidos se hablan en el sudeste asiático (p. Ej.,  jemer y  vietnamita), los idiomas más pequeños de esa familia son hablados por indígenas comunidades del norte y este de Bangladés.
- Khasi: también uno de los principales idiomas del estado de Meghalaya, India
- Koda
- Mundari
- Pnar
- Santali
- Guerra-Jaintia

### Idiomas dravídicos
Las comunidades indígenas del oeste de Bangladés hablan dos lenguas dravídicas.
- Kurukh
- Sauria Paharia

### Idiomas tibeto-birmanos
Las áreas montañosas a lo largo de los bordes norte y este del Subcontinente indio están habitadas principalmente por hablantes de lenguas tibeto-birmanas. Las comunidades indígenas de habla tibetano-birmana se encuentran en el norte, el este y especialmente en el sureste de Bangladés.
- A'Tong
- Chak
- Lenguas chin:
  -  Asho
  -  Bawm
  -  Falam
  -  Haka
  -  Khumi
- Koch
- Garo: también uno de los principales idiomas del estado de Meghalaya, India
- Megam
- Meitei Manipuri: también un idioma importante del estado de Manipur, India
- Mizo: también uno de los principales idiomas del Mizoram State, India
- Mru
- pangkhua
- Rakhine /  Marma: también uno de los principales idiomas del  Arakan Estado, Birmania
- Tripuri: un idioma principal del estado de Tripura, India

## Otros idiomas

### Inglés
El inglés se usa marginalmente en el poder judicial. Antes del comienzo de la Ley de Implementación del Idioma Bengalí de 1987, el inglés tenía una presencia considerable en los asuntos oficiales, pero desde 1987 el uso del inglés ha disminuido significativamente en el gobierno. Debido a la colonización británica del país, el inglés sigue siendo un idioma ampliamente hablado y comúnmente entendido en Bangladés. El inglés se enseña como asignatura obligatoria en todas las escuelas, facultades y universidades, y a menudo se usa de forma secundaria en el nivel superior del poder judicial. Sin embargo, hay un sistema de educación media en inglés en Bangladés. El British Council Bangladesh ofrece cursos de inglés. Durante el período colonial, las leyes se redactaron en inglés.

### Árabe
El  árabe (عربي) fue un idioma oficial desde que el  territorio del estado moderno República Popular de Bangladesh se convirtió en parte del Sultanato de Bengala. Sin embargo, algunos no están de acuerdo y creen que la presencia del árabe se produjo antes durante el Sultanato de Delhi. El árabe se usa en muchas congregaciones musulmanas como el semanario Jumu'ah Salah en el que se da un sermón (khutbah) en árabe además del bengalí. En la Constitución de Bangladés, hay dos referencias al árabe en la introducción y la Parte I de la constitución. El documento comienza con la frase árabe  بِسْمِ اللهِ الرَّحْمٰنِ الرَّحِيْمِ que se traduce como "En el nombre de Alá, el Compasivo, el Misericordioso". El artículo 2A declara que el Islam es la religión estatal de la república.
El árabe es el idioma religioso de los musulmanes. El Corán, Sunnah, Hadith y la teología musulmana se enseñan en árabe con traducción al bengalí. La diáspora de Bangladés que vive en el Medio Oriente ha aumentado aún más el número de personas que pueden hablar árabe en Bangladés. El árabe se enseña como lengua religiosa en las mezquitas, escuelas, colegios, universidades y madrazas, así como en los hogares tradicionales de los musulmanes bengalíes. El árabe es una asignatura obligatoria en la educación madraza de Bangladés. La mayoría de la población musulmana de Bangladés ha recibido algún tipo de educación formal o informal en lectura, escritura y pronunciación del idioma árabe como parte de su educación religiosa.

### Persa

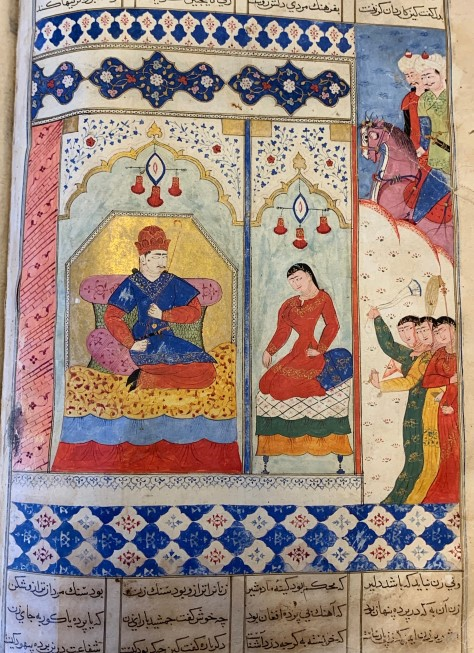
Un manuscrito persa de Bengala que muestra a Alejandro Magno compartiendo su trono con la reina Nushabah. La escena está basada en Iskandar Nama (Libro de Alejandro) de Nizami Ganjavi. El manuscrito fue publicado por el Sultán Nusrat Shah, quien reinó entre 1519 y 1538. (Biblioteca Británica)

Desde la antigüedad, Bengala y Persia habían estado en contacto entre sí y había muchos puestos comerciales alrededor de la costa de Bengala. A medida que la gente se convirtió al islam, se familiarizó con el persa, el idioma de los predicadores sufíes. Bengala fue testigo de una afluencia de eruditos, abogados, maestros y clérigos persas. La influencia del idioma se extendió rápidamente después de que ganó el estatus de idioma de la corte durante más de 600 años (1203-1837 d. C.) bajo el Sultanato de Delhi, Sultanato de Bengala y Subah de Bengala. En Bengala se publicaron miles de libros y manuscritos persas. El período del reinado del Sultán Ghiyathuddin Azam Shah se describe como la "edad de oro de la literatura persa en Bengala". Su estatura fue ilustrada por la propia correspondencia y colaboración del sultán con el poeta persa Hafez; un poema que se puede encontrar en el  Diván de Hafez hoy.
Actualmente, el persa se enseña en algunas madrasas, principalmente las que pertenecen a la junta de Befaqul Madarisil Arabia Bangladesh, así como en la Universidad de Dhaka.

### Urdu
Urdu (اردو) fue un idioma oficial en la pospartición de 1947 a 1971. Todavía lo hablan los colonos de Bihar y Uttar Pradesh. Viven en  Saidpur, Dhaka particularmente Old Dhaka y otras partes de Bangladés.

## Otras lecturas
- UNESCO, "Bangladesh: Some endangered languages (information from Ethonologue, UNESCO)", June 2010.

## Enlaces extgernos
- Ethnologue report for Bangladesh
- Bangla language Archivado el 7 de julio de 2011 en Wayback Machine.

- Datos: Q6486816
- Multimedia: Languages of Bangladesh / Q6486816